# 八田四郎次
八田四郎次（日語：八田 四郎次；1895年1月2日—1973年3月21日）是一位日本化學家與化學工程師，石川縣出身。
應用於化學反應工程領域的無因次群八田數（Ha）即是以他之名命名的。

## 經歷
- 1919年，東京帝國大學工學部應用化學科畢業。
- 1926年，東北帝國大學助理教授（化學機械學講座）。
- 1929年，至美國麻省理工學院留學。
- 1938年，東北帝國大學教授。
- 1939年，工業化學會有功章。
- 1954年，東北大學工學部長。
- 1955年，化學機械協會（現化學工學會（日语：化学工学会））會長。
- 1958年，山形大學教授。創立化學工學科。
- 1970年，勳二等旭日重光章。